# Мој муж
Мој муж (мкд. Мојот маж) је збирка прича македонске књижевнице Румене Бужаровске (мкд. Румена Бужаровска) објављена 2014. године. Српско издање књиге објавила је издавачка кућа Booka из Београда 2017. године у преводу Ирене Шентевске.

## О аутору
Румена Бужаровска је рођена 1981. године у Скопљу. Објавила је до сада збирке прича: Жврљотине (2007), Осмица (2010), Мој муж (2014) и Никуда не идем (2018). Ауторка је и студије о хумору у савременој македонској и америчкој краткој причи О смешном: Теорије хумора кроз призме кратке приче (2012). Књиге су јој превођене на енглески, француски, српски, хрватски, словеначки и бугарски језик. На Филолошком факултету у Скопљу је запослена као доцент америчке књижевности. Бави се и књижевним преводом са енглеског на македонски језик. Коауторка је и коорганизаторка вечери приповедања женских прича ПичПрич.

## О књизи
Нараторке у књизи прича Мој муж, само наизглед говорећи о свом мужу, заправо су проговориле о својим страховима, мрачним тајнама, недозвољененим чежњама, интимним фрустрацијама. Преношене кроз призму жене, мајке, удовице, прељубнице, уметнице, домаћице, смештене у нашу свакодневицу, и испричане једноставним језиком, који обилује и хумором и тугом, ове приче дају глас проблемима које нам друштво налаже да скривамо.
Све приче у овој збирци исприповедале су различите жене из првог лица. Све те приче тичу се колико њих самих толико и њихове околине, односа с мужевима, децом, родитељима, колегама и пријатељима. Када говоре о својим браковима и мужевима, гинеколозима, песницима, полицајцима, говори се о професијама и њиховим статусима, говоре и о односима моћи јер већина женских ликова ипак је засењена и емотивно и социјално запуштена због престижа њихових мужева и њихових професија.
Приче у збирци Мој муж су реалистичне, скоро свако од нас, да ли кроз сопствено или туђе искуство, може лако да се идентификује са сваким ликом из ове збирке јер ниједан од њих није једнодимензионалан, чисто зло или потпуно добро, већ је вишеслојан. Још једна од особености која ову збирку чини изузетно занимљивом јесте доза хумора уз коју Румена пише. У причама најчешће и нема чисте комике, али је присутна она која оставља горак укус у устима.
Оригинално издање на македонском језику објављено 2014. године садржи једанаест прича: Мојот маж, поет, Супа, Прељубник, Гени, Нектар, Празно гнездо, Човек од навика, Татко, Сабота, пет попладне и Лиле.
Осми март